# Phasia violaceiventris
Phasia violaceiventris är en tvåvingeart som först beskrevs av Brauer 1898.  Phasia violaceiventris ingår i släktet Phasia och familjen parasitflugor.
Artens utbredningsområde är Uruguay. Inga underarter finns listade i Catalogue of Life.